# Caso Stockle
El Caso Stockle fue un proceso judicial chileno relacionado con el homicidio con violencia perpetrado contra la joven de 21 años Gloria Ana Stockle Poblete en un recinto militar de Copiapó, Chile, el 29 de enero de 1984.

## Contexto
El 28 de enero de 1984 Gloria Stockle tenía 21 años era soltera, estudiante universitaria y asistió a una fiesta de recepción de suboficiales en el Casino de Oficiales del Regimiento de Infantería Motorizada N.º 23 de Copiapó. Fue asesinada ese día y su cuerpo encontrado el 30 de enero, en la ribera norte del río Copiapó, por policontusiones, traumatismo encéfalo craneano cerrado complicado, fractura base de cráneo, hemorragia introcraneana, homicidio con violación, según consigna el Certificado Médico de Defunción del Instituto Médico Legal y el Protocolo de Autopsia de Chile.

## Instancias
Tras un fallo judicial emitido el 31 de marzo de 2011, 27 años luego de desarrollado el crimen, fueron hallados culpables el excapitán de Ejército, Mario Martínez Villarroel; el exteniente de Ejército, Sebastián Flores Cañas; y el civil Ivo Lingua Latorre, siendo sentenciados a cinco años de presidio efectivo sin beneficios y a pagar una indemnización de 100 millones de pesos.
La defensa apeló la sentencia, pero fue ratificada por la Corte de Apelaciones de Copiapó. Sin embargo, nuevamente fue apelada y la Corte Suprema en septiembre de 2012, en fallo dividido, invalidó las sentencias de primera y segunda instancia, determinando las siguientes penas para los tres procesados: presidio de 5 años, pero concediéndoles el beneficio de la libertad vigilada, manteniendo la compensación de 100 millones de pesos para los familiares de la víctima. El fallo contó con los votos a favor de los ministros Hugo Dolmestch, Carlos Künsemüller, y Juan Escobar Zepeda; y en contra de Haroldo Brito y Milton Juica.
Es un caso paradigmático en la justicia chilena, por el abuso de poder que significó la implicación de personal del ejército en un contexto de dictadura militar, con la subsecuente extorsión a los testigos y abogados bajo atentados y amenazas de muerte, y la obstaculización a la investigación que se produjo, cualidades que provocaron que el caso se extendiera durante 27 años.

## Repercusiones
En 1998 fue publicado el libro El Caso de Gloria Stockle escrito por el periodista Francisco Martorell.
En 2002 el programa de televisión Enigma de Televisión Nacional de Chile realizó un capítulo dedicado a este caso, el cual sirvió para recobrar el interés de la opinión pública sobre el mismo y finalmente reabrir el expediente de la investigación hasta dar con los culpables una década después. Ese mismo año un grupo feminista realizó un homenaje en Copiapó.